# Giuseppe Sisco
Pour les articles homonymes, voir Sisco (homonymie).
Giuseppe Sisco, né à Bastia en 1748 et mort à Rome en 1830, est chirurgien, professeur de médecine et médecin du pape Pie VII. Il est enterré dans l'église Saint-Louis-des-Français, à Rome.

## Carrière
Né à Bastia, Giuseppe Sisco fait ses études de médecine dans la prestigieuse université de La Sapienza. Comme de nombreux Corses à cette époque, il étudie en Italie, à Rome.
Il était premier chirurgien des papes Pie VI et Pie VII, ainsi que médecin-chef de l'archi-hôpital San Giacomo des incurables. Avec Tommaso Prelà et Natale Salicetti, il était la référence médicale romaine des Corses dans la fin du XVIIIe siècle et le début du XIXe.

## Le legs Sisco
À sa mort, Giuseppe Sisco légua tout son patrimoine à une fondation chargée de distribuer des bourses d'études destinées à entretenir pendant cinq années des jeunes Bastiais désirant étudier la médecine, le droit ou les beaux-arts à Rome. 
Bastia envoie ainsi une cinquantaine de boursiers, de 1841 à 1933 : 12 pour la médecine, 1 pour le droit, 37 pour les beaux-arts (22 pour la peinture, 4 pour la sculpture, 11 pour l'architecture). Nombre d'entre eux deviendront des artistes professionnels.
Parmi les bénéficiaires du legs Sisco on notera Jean-Mathieu Pekle, Ange Varese, Emile Cambiaggio, Albert Gillio, Louis Patriarche. 
Pendant 70 ans, leurs œuvres alimentent le marché de l'art corse, donnant naissance à une grande partie de l'école artistique insulaire de la seconde moitié du XIXe et de la première moitié du XXe siècle. 
Une rue de Bastia porte son nom. Son buste est exposé au musée de Bastia. 